# Joan Bordàs i Salellas

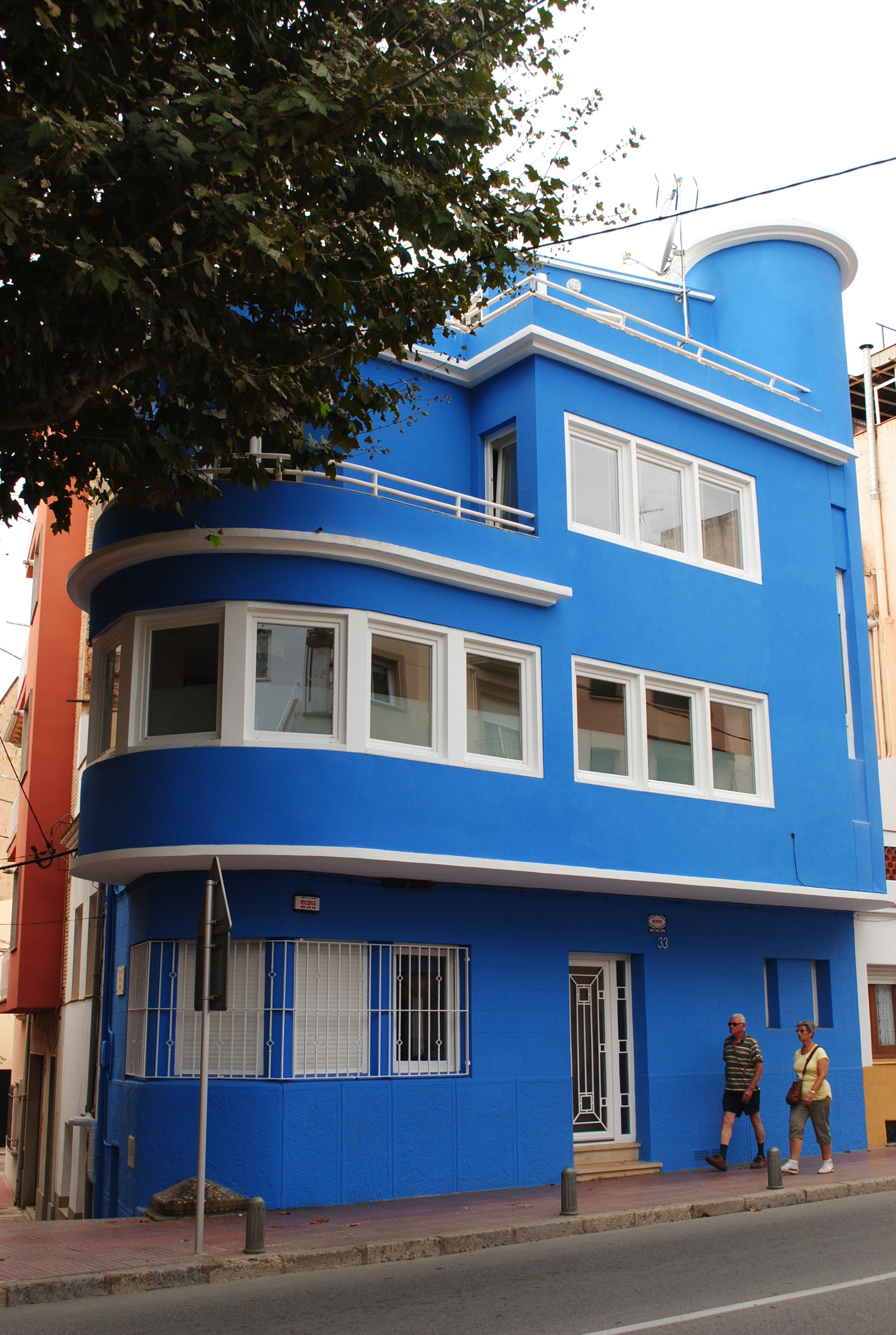
La Casa Dawson, de Joan Bordàs, a sant Feliu de Guíxols

Joan Bordàs i Salellas (Figueres, 1888 - Barcelona, 7 de juliol de 1961) va ser un arquitecte català, germà del metge Francesc Bordàs i Salellas. Titulat a Barcelona el 1918, la major part de la seva activitat es va desenvolupar a Sant Feliu de Guíxols, d'on va ser arquitecte assessor de l'ajuntament des de 1914 fins a 1955, ininterrompudament. Entre els projectes d'urbanització que va dur a terme destaquen l'ordenació dels dos passeigs de Sant Feliu (1943) i la construcció del mur de defensa de la platja (1945). Entre els edificis que va projectar sobresurten la fàbrica de taps de suro La Suberina (1919-1923), la reforma dels banys de Sant Elm (1922), el Mercat cobert (1929-1930), el "Casino Guixolense" o "dels senyors" (1932), la casa Rius, la casa Dawson (1941) i la casa Arxer (1947). Al començament restà influït pel modernisme tardà, però l'estil de les seves obres de plenitud i maduresa acusa una marcada influència de l'art déco.
Va ser també director i professor de l'escola d'arts i oficis de Sant Feliu.
Fora de Sant Feliu, va realitzar el projecte de la Torre dels Ocells a Caldes de Malavella (1949).
Va col·laborar a les revistes Vell i Nou i Revista Nova i en d'altres publicacions locals. És autor d'una monografia sobre els arquitectes de Sant Pere del Vaticà (1969)